# A hableány-elmélet (Így jártam anyátokkal)
A hableány-elmélet (eredetileg angolul The Mermaid Theory) az Így jártam anyátokkal című amerikai televízió-sorozat hatodik évadának tizenegyedik epizódja. Eredetileg 2010. december 6-án vetítették, míg Magyarországon 2011. szeptember 19-én.
Ebben az epizódban Ted közelebb kerül Zoeyhoz és a Kapitányhoz. Marshall és Robin együtt töltenek egy kis időt, aminek  érdekes következményei lesznek. Barney megsérti Lilyt, de Jövőbeli Ted folyton belekavarodik a történetébe, így nem egyértelmű, mikor és mivel.

## Cselekmény
|  | Alább a cselekmény részletei következnek! |

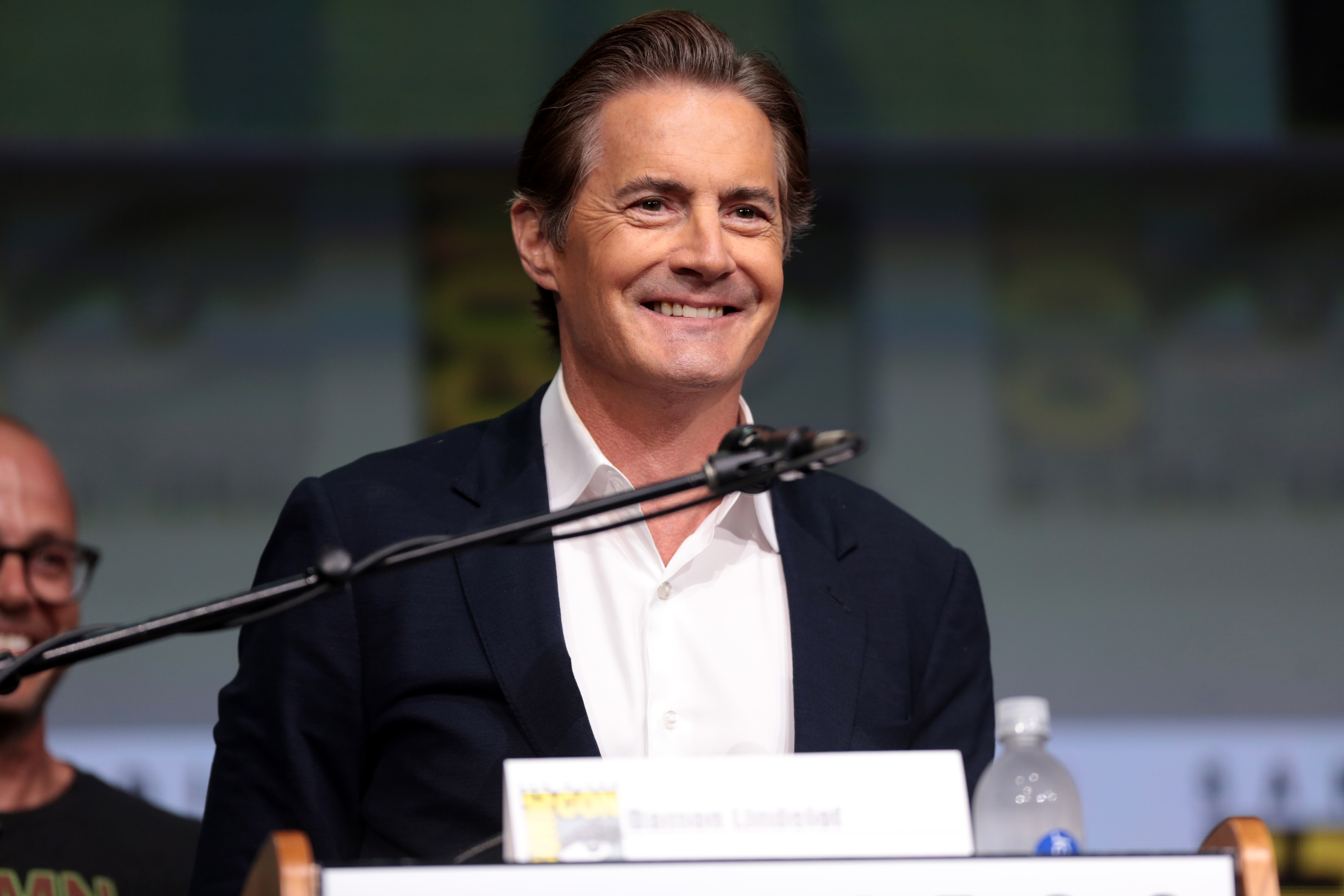
A Kapitányt Kyle MacLachlan alakítja

Most, hogy Zoey a barátjuk lett, többet látják a Kapitányt is. Őt viszont inkább ijesztőnek találják, és Marshall meg is fejti, miért. Egy képen bemutatja, hogy a Kapitány arcának alsó része barátságosságot sugároz, viszont ha letakarják és csak a szemét nézik, azok azt sugározzák, hogy meg akarja őket gyilkolni.
Zoey meghív mindenkit egy Frank Lloyd Wright tiszteletére szervezett rendezvényre, amire csak Ted megy el. Lily figyelmezteti, hogy mint egyedülállónak, be kell tartania bizonyos szabályokat, ha férjezett nővel van együtt; az első és legfontosabb szabály: sose hazudjon a férjének. Marshall el is mondja részletesebben, hogyan változnak meg a szabályok onnantól kezdve, hogy az ember házas, ha barátokkal akar lógni. Robin szerint köztük nincs ilyen probléma, mert ő és Marshall már régi barátok. Hamar kiderül azonban, hogy kettesben elég kínosan érzik egymás társaságát, mert nem töltenek a bandától külön együtt időt. Marshall ezt Barney egyik elméletével, a „hableány-elmélettel” indokolja meg. Eszerint mindegy, hogy egy nőt „lamantinnak” látsz, az első találkozás pillanatától kezdve elkezd ketyegni egy óra, és ha az lejár, abban a pillanatban hableánnyá válik a szemedben. Barney ezt egy kevéssé attraktív titkárnő példáján keresztül szemlélteti, akivel pontosan ez történt. A rettegő Marshall közli, hogy nem akarja, hogy Robin hableánnyá váljon, de ahogy egyre több időt töltenek együtt egy alkalommal, úgy kezd fokozatosan a lamantin-jelleg hableánnyá alakulni Marshall szemében. De mivel Robin elég részeg, hányni kezd, és abban a pillanatban újra lamantinná válik – Marshall pedig tudja, hogy így már sosem lesz a szemében hableány.
Közben Jövőbeli Ted elkezdi mesélni a gyerekeinek, hogy Lily nem volt hajlandó Barneyval lógni, mert haragudott rá – vagy mert csúnyát mondott rá? Jövőbeli Ted már nem emlékszik. Megpróbálva felidézni a sztorit, eszébe jut, hogy Lily megmentette Barneyt és a fagylaltját, nehogy elüssék őket. Aztán később a bárban Lily lekövérezte Barneyt. Aztán Jövőbeli Tednek eszébe jut, hogy nem is így volt, hanem Barney kövérezte le Lilyt. Ted egészen addig nem tudja felidézni, hogy mi is történik pontosan, amíg oda nem ér a történetben, hogy Barney azt mondja Marshallnak: egy nő azonnal lamantinná válik egy férfi szemében, ha terhes lesz. Valójában az egész jóval később történt, amikor Lily már néhány hónapos terhes volt. Lily azért nem akart együtt lógni Barneyval, mert az a képzeletében folyton levetkőzteti őt. Barney szerint nem kell aggódnia, mert ő egy lamantinnak tartja őt, amin Lily megsértődik. Akkor bocsát csak meg, amikor megmenti őt attól, hogy elüsse egy motoros, de később a bárban megint megsértődik, amikor lekövérezi. Barney még egy üveg sört is rátesz a pocakjára, megmutatva, hogy megtartja azt. Csak akkor bocsát meg, amikor Barney azt mondja neki, hogy újra hableánnyá válik majd, ha a mellei megduzzadnak a szülés után. Minden rendeződik, ám ekkor Ted megjelenik női ruhában a bárban és azt mondja Barneynak: „na most vagyunk kvittek!”.
A jelenben Ted és Zoey együtt vannak, Zoey pedig azt hazudta a Kapitánynak, hogy a barátnőivel van együtt. Tednek ez nem tetszik, de Zoey szerint nem kell aggódnia, még úgy sem, hogy a Kapitány elég féltékeny típus. Lily szerint mindkettejükkel el kellene tölteniük egy kis időt, így Ted elfogadja a Kapitány meghívását a hajójára. Éjszaka a nyílt tengeren vannak, csak ketten, és Tedet megrémíti, mert azt hiszi, hogy most meg fogják ölni. Pánikba esik és valakit fel akar hívni, de a Kapitány véletlenül a vízbe löki a telefonját. Majd azt mondja, hogy van valamije Ted számára. Nem gyilkolni akar, hanem whiskyt hozott. Mielőtt élvezhetnék, egy váratlan ütközés miatt Ted a vízbe esik. A Kapitány megmenti őt, és Ted ekkor bevallja neki, hogy azt hitte, hogy meg akarja ölni. A Kapitány erre azt mondja, hogy azt remélte, hogy barátok lehetnek, hiszen már Zoeyval is olyan jóban vannak. Később ezt Ted és Zoey egymás között is megbeszélik, és arra jutnak, hogy ha érzéseik vannak egymás iránt, akkor nem kellene együtt lenniük. Mindketten tagadják, hogy lennének, de ekkor egy óra elkezd ketyegni a háttérben, mutatva, hogy a hableány-elmélet ismét teljesedőben van.
|  | Itt a vége a cselekmény részletezésének! |

## Kontinuitás
- Barney egy kvázi kamu történelmi leckét tart a tengerészekről és a hableányokról.
- Marshall a „Jó helyen, jó időben” című részben is kifejezte a nagyméretű képek iránti vonzalmát.
- Barney azt mondja Lilynek, hogy ő is hazudik arról Marshallnak, hogy kedveli az anyját („A Stinson család”).
- Barney a „citromtörvény” és sok más elmélete mellé alkot újabbat.
- Jövőbeli Ted az „Így találkoztam a többiekkel” és „A kecske” című részekben is gondban volt az események felidézésével.

## Jövőbeli visszautalások
- Az óra ketyegése végül az „Ó, Drágám!” című részben áll meg.
- Marshall elmélete a Kapitány ijesztő arcáról a „Szemét-sziget” című részben is megjelenik.
- Ted paranoiája arról, hogy a Kapitány meg akarja őt ölni, „A hamutál” című részben is megjelenik.
- Ted női ruhába öltözéses sztorija a „Most már döntetlen” című részben történik, illetve az „Így jártam apátokkal” című epizódban is felbukkan.
- A „Katasztrófa elhárítva” című rész alapján Lily végül 2011 augusztusában esett teherbe, és a „Most már döntetlen” című rész idején éppen 8 hónapos terhes volt.

## Érdekességek
- Marshall és Robin korábban az „Egy kis Minnesota” és a „Háromnapos havazás” című részben töltöttek időt együtt.
- Lily és Barney láthatóan unott arcot vágnak, amikor Jövőbeli Ted nem tudja pontosan, mi is történt velük. Ezzel a színészek áttörik a negyedik falat a közönség felé.

## Vendégszereplők
- Jennifer Morrison - Zoey
- Kyle MacLachlan - a Kapitány
- Tamara Lynn Davis - Iris
- Angus McClelland - Angus